# Black Friday (South Park)
Pour les articles homonymes, voir Black Friday.
Black Friday est le septième épisode de la dix-septième saison de la série télévisée d'animation américaine South Park et le 244e épisode de la série globale. Il est diffusé pour la première fois aux États-Unis le 13 novembre 2013 sur Comedy Central. En France, Game One obtient l'exclusivité du programme et diffuse l'épisode le 22 novembre 2013.
Il est le premier épisode d'un arc narratif composé de trois épisodes, dans lequel les enfants de South Park, vêtus de costumes médiévaux et engagés dans un jeu de rôle inspiré par la série télévisée Game of Thrones, sont divisés en deux factions qui s'affrontent pour acheter collectivement et à prix réduit les consoles de jeu vidéo Xbox One et PlayStation 4 lors du Black Friday prévu au centre commercial de la ville, dans lequel Randy Marsh, officie comme agent de sécurité.
Cette intrigue se poursuit dans les épisodes suivants, Le Trône de Fion et Tétons et Dragons.
En raison de l'importante attention critique que l'épisode a reçue, ce dernier a été présenté et sélectionné pour une nomination au Primetime Emmy Award du meilleur programme d'animation (dans la catégorie des programmes de moins d'une heure) lors de la 66e cérémonie des Primetime Emmy Awards.

## Résumé
Au centre commercial de South Park, le chef de la sécurité donne à ses agents ses instructions pour le Black Friday à venir, et au cours duquel des gens ont été gravement blessés ou ont perdu la vie par le passé. Ce vétéran grisonnant, avec une grande cicatrice sur le visage traversant un œil gauche aveugle, annonce que cette année, le magasin offre un rabais de 80 % aux 30 premières personnes qui entreront, chose qui devrait encore une fois susciter de la violence chez les acheteurs, à la grande inquiétude des agents. Randy Marsh fait partie de ces agents. Il occupe ce travail temporaire non pas pour gagner un peu d'argent pendant les vacances comme il le dit, mais pour obtenir les réductions avant les clients.
Pendant ce temps, les enfants de South Park ont revêtu des costumes médiévaux et se sont engagés dans un jeu de rôle inspiré par la série télévisée Game of Thrones. Ils anticipent également le Black Friday, qu'ils considèrent comme une "bataille" imminente. Eric Cartman informe ses camarades de la réduction de 80 %, et dit que s'ils travaillent ensemble, ils pourront tous acheter une console de jeu vidéo de nouvelle génération. Cependant, les avis divergent sur la console à acheter, entre la Xbox One et la PlayStation 4. Les enfants finissent par se diviser en deux factions. Kyle Broflovski et Stan Marsh se trouvent dans des camps opposés, le premier avec la faction Xbox de Cartman, le second dans la faction PlayStation. Les deux meilleurs amis réalisent que cette séparation les fera s'affronter lors du Black Friday.
Butters, qui a rejoint la faction de Cartman, est chargé par ce dernier de regarder Game of Thrones, qu'il n'avait pas encore commencé. Au fil des épisodes, il est préoccupé par l'accent mis par la série télévisée sur la nudité, et plus particulièrement la nudité masculine, plutôt que sur d'autres éléments comme les dragons et les zombies.
Les deux factions se mettent à recruter d'autres enfants pour augmenter leurs rangs. L'enjeu, selon Stan, est que si une console est achetée en grande quantité durant le Black Friday, elle deviendra la norme, rendant obsolète l'autre, comme cela s'est produit avec la guerre des formats vidéo entre Betamax et VHS. 
Cartman se rend dans le "Jardin d'Andros" avec son allié Kenny, qui interprète pour le jeu de rôle Lady McCormick, et lui révèle qu'il recrute des loyalistes dans le seul but de les aider tous les deux à pénétrer à l'intérieur du centre commercial, où ils seront les seuls à obtenir des Xbox One. Il demande à Kenny d'utiliser son influence pour "prendre soin" de Kyle, afin que ses remords à combattre la faction PlayStation et son ami Stan faiblissent. Le jardin se révèle être l'arrière-cour d'un vieux résident de South Park, qui ordonne aux enfants d'arrêter de violer sa propriété. Cela constitue un gag récurrent qui apparaitra dans tous les épisodes de cette trilogie.
La sécurité du centre commercial est davantage découragée lorsqu'elle apprend qu'un nouveau modèle de la peluche Elmo, appelée "Elmo, arrête de me toucher", sortira le jour du Black Friday. Cela conduit des acheteurs à s'entasser à l'extérieur encore plus tôt que prévu. Pendant que Randy repère attentivement les produits à acheter ce jour-là, le chef de la sécurité le félicite pour son sérieux, et lui dit qu'il sait qu'il a accepté ce poste temporaire parce qu'il se soucie sincèrement des gens, un compliment qui trouble Randy. 
Pendant ce temps, le PDG de Sony, Kazuo Hirai, est informé de la campagne de Cartman. Craignant que la Xbox One se vende mieux, il décide de commercialiser une offre groupée spéciale pour le Black Friday, qui comprend quatre manettes, une carte du Japon, une remise de 100 dollars et la possibilité de précommander Metal Gear Solid V. 
Pour faire face à l'augmentation de la foule, la sécurité du centre commercial essaie de distribuer des bracelets aux acheteurs afin qu'ils se mettent en ligne, mais cela conduit à une bagarre durant laquelle le chef de la sécurité est mortellement poignardé par un client impatient. Tenant son chef agonisant dans ses bras, Randy lui révèle ses véritables motivations en ayant accepté ce travail. Le vétéran lui rétorque que Randy sait désormais à quel point le Black Friday est une affaire sérieuse, et détache la cicatrice de son œil gauche, dévoilant qu'il s'agit d'un postiche en plastique. Avant de rendre son dernier souffle, le vétéran le place sur le visage de Randy, et lui dit que indépendamment de ses premières motivations, il est chargé de la sécurité maintenant, et qu'il doit protéger la ville. Inspiré par sa nouvelle responsabilité, Randy motive ses compagnons en disant qu'ils ont un travail à accomplir. 
Au même moment, Stan rassemble son armée, et annonce qu'un nouveau leader les a rejoints pour s'assurer que le vainqueur de la guerre des consoles soit la PlayStation 4 : Kenny, déguisé en Lady McCormick.